# Frederic-Joliot-Curie-Schule
Die Frederic-Joliot-Curie-Schule ist eine Grundschule in der Stadt Brandenburg an der Havel. Die Grundschule verfügt über zwei Standorte in der historischen Neustadt, die jeweils als Baudenkmal ausgewiesen sind. Auf dem Pausenhof des Schulteils in der Großen Münzenstraße befindet sich eine Gedenkstätte für die dort während der Reichspogromnacht niedergebrannte Synagoge der Stadt beziehungsweise den Holocaust. Die Schule ist nach dem Physiker und Nobelpreisträger Frédéric Joliot-Curie benannt.

## Geschichte

### Schulgebäude

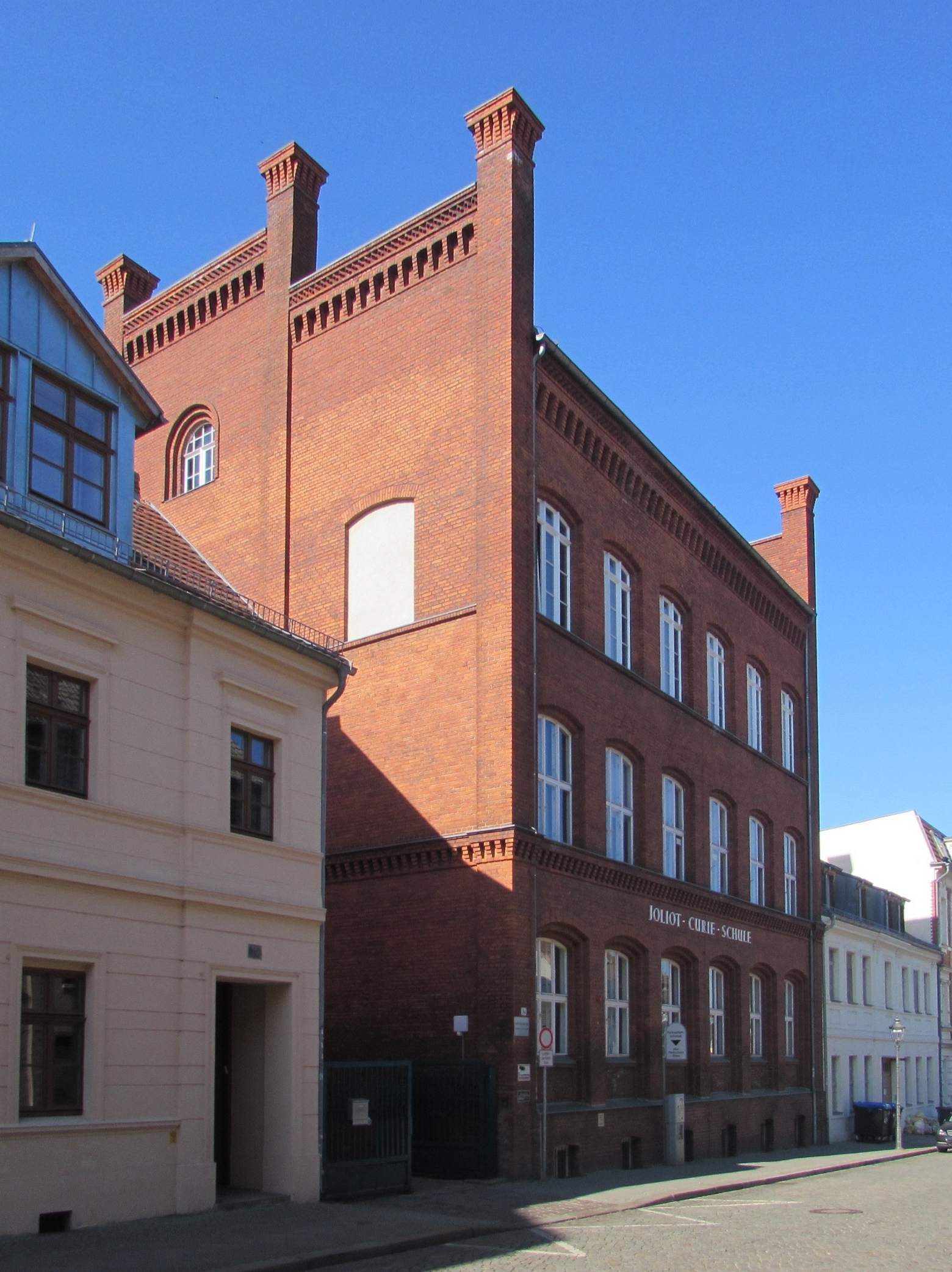
Schulhaus Große Münzenstraße

Die beiden Schulgebäude der Frederic-Joliot-Curie-Schule liegen etwa 250 Meter Luftlinie voneinander getrennt. Der Schulbau in der Großen Münzenstraße 14, östlich der Hauptstraße, ist das ältere der beiden Gebäude. Es ist eines der frühesten Beispiele für Schulneubauten in der zweiten Hälfte des 19. Jahrhunderts in der Stadt Brandenburg. Das Schulhaus wurde 1875 bis 1876 für die Augustaschule, einer Mädchen-Mittelschule gebaut. Es wurde an Stelle eines Renaissancehauses errichtet. Später wurde die Schule zur Rolandschule. Im Zweiten Weltkrieg wurde ein zweites Gebäude der Schule durch eine Bombe schwer getroffen und zerstört.
Das Schulhaus in der Kurstraße 69/70, westlich der Hauptstraße gelegen, wurde 1886 bis 1887 als Neustädtische Knabenschule ebenfalls an Stelle eines Renaissancehauses errichtet. Von 1908 bis 1939 war die Katholische Gemeindeschule im Haus untergebracht. Anschließend wurde die Heinrich-von-Kleist-Schule angesiedelt. Es folgte die Nutzung als Standort der Städtischen Handelslehranstalten. In der DDR wurde die Schulgebäude als Joliot-Curie-Oberschule, einer Polytechnischen Oberschule (POS), vereinigt. Diese Polytechnische Oberschule bestand bis 1991. In diesem Jahr passte das neugegründete Land Brandenburg sein Schulsystem bundesdeutschen Standards an. Statt der vorher bestehenden Polytechnischen- und Erweiterten Oberschulen entstanden Grundschulen, Realschulen, Gesamtschulen und Gymnasien. Die vorherige Curie-Oberschule wurde zu einer Grundschule umstrukturiert, die sich schon bald wieder den Namen Frederic-Joliot-Curie-Schule gab.

### Synagoge und Gedenkstätte

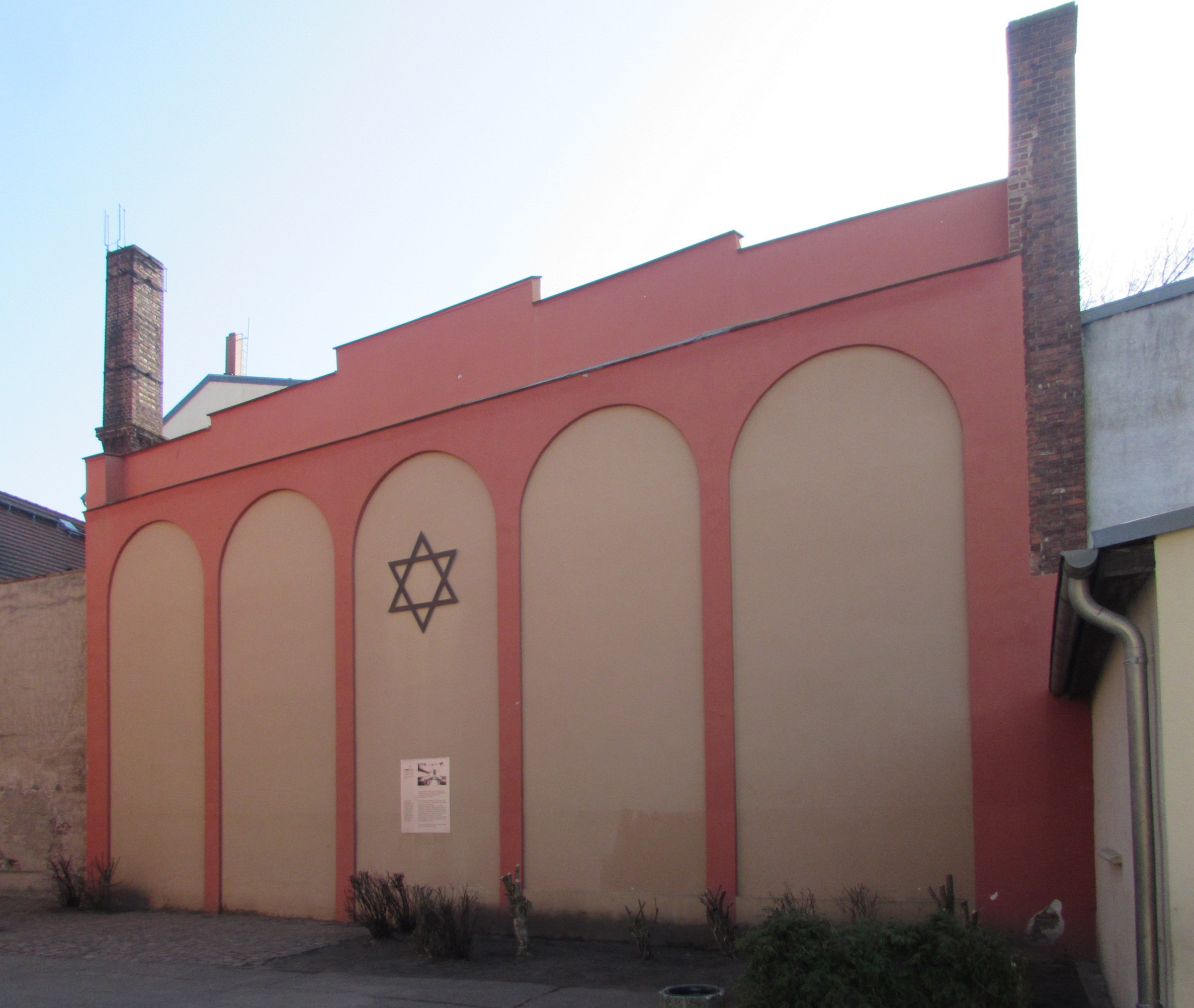
Gedenkstätte: Südwand der 1938 niedergebrannten Synagoge

In der Großen Münzenstraße auf dem Hinterhof der Hausnummer 15 unmittelbar an den Schulhof der Augustaschule angrenzend befand sich die 1882 bis 1883 errichtete Synagoge der jüdischen Gemeinde der Stadt Brandenburg. Der neuromanische Backsteinbau hatte eine Kuppel im maurischen Stil gestaltet. Die Synagoge wurde vom aus Breslau stammenden Baumeister Julius Nathanson errichtet. Der Bau bot Platz für etwa 170 Gläubige.
In der Reichspogromnacht vom 9. auf den 10. November 1938 wurde das Gotteshaus durch die Nazis geplündert und niedergebrannt. Das der Synagoge vorgelagerte Jüdische Gemeindehaus unter der Adresse Große Münzenstraße 15 blieb unzerstört. Die Brandstiftung wurde durch die Brandenburger Feuerwehr bewerkstelligt. Sie fachte das Feuer mit Brandbeschleuniger, Benzin an. Weiterhin hatte sie den Auftrag, lediglich die benachbarten Häuser zu schützen. Organisator der Zerstörung und antisemitischen Übergriffe war Wilhelm Sievers, der damalige Oberbürgermeister der Stadt. Nach Abtragung der Ruine blieb einzig die südliche Außenwand stehen. Die Grundfläche der Synagoge wurde Teil des Schulhofs der späteren Curie-Schule. Die erhaltene Südwand wurde in der DDR zu einer Gedenkstätte. An der Gedenkstätte beginnen beispielsweise die jährlichen Schweigemärsche am 9. November zum ehemaligen Jüdischen Friedhof in der Geschwister-Scholl-Straße.

## Bauwerke

### Große Münzenstraße 14
Das Schulhaus in der Großen Münzenstraße ist ein roter und unverputzter historistischer Backsteinbau. Er ist dreigeschossig und steht traufständig zur Straße. Die Fenster sind meist segmentbogige Sprossenfenster. Rundbogenfenster sind die Ausnahme. Die Fenster sind stufig eingearbeitet. Die Giebel sind als Staffelgiebel gestaltet. Das Untergeschoss ist vom ersten Obergeschoss durch ein durch Konsolen getragenes verkröpftes Gesims optisch getrennt. Ein schlichtes Gurtgesims trennt die beiden oberen Stockwerke. Das Traufgesims weist wiederum Konsolen auf. Vertikale Schmuckelemente sind Lisenen, die nach oben die Kanten der Stufen des Staffelgiebels markieren. Nach oben laufen die Lisenen in turmartigen Giebelzinnenen aus. Das Portal befindet sich unterhalb des südlichen Giebels.

### Kurstraße 69/70

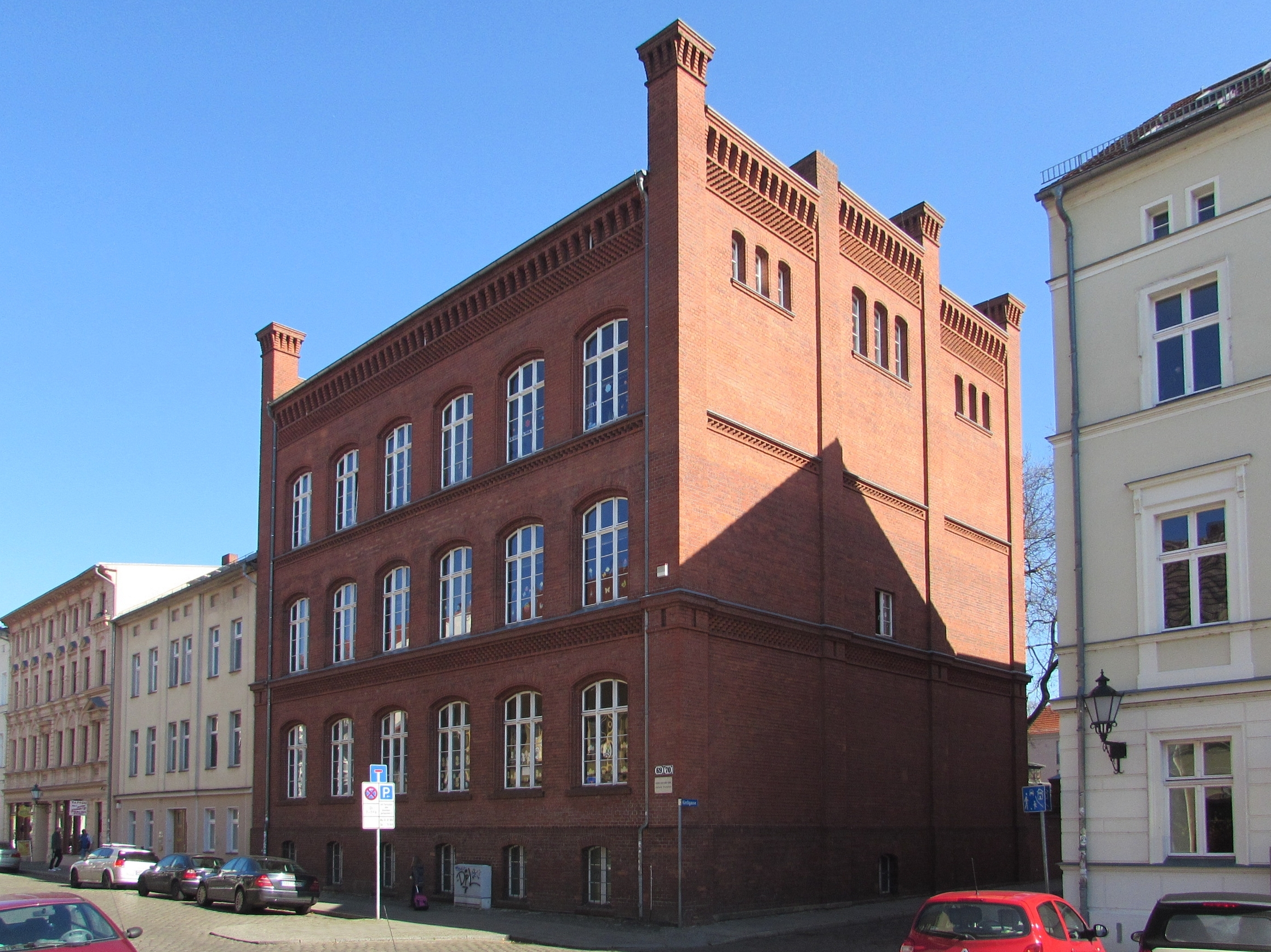
Schulhaus in der Kurstraße

Das Gebäude in der Kurstraße, Ecke Kirchgasse ist ebenfalls ein historistischer Backsteinbau, unverputzt und mit roten Ziegeln gemauert. Es ist in der Gestaltung dem Schulhaus in der Großen Münzenstraße ähnlich. Zur Kurstraße steht es traufständig. Auch am Bau in der Kurstraße dominieren Segmentbogenfenster. Lisenen und Gesimse sind Schmuckelemente. Zusätzlich werden die Gesimse des Baus durch auffällige Sägezahnfriese begleitet. Der Portal vom Pausenhof zugänglich befindet sich in einem Mittelrisalit. Auf dem mit einer Ziegelmauer eingefassten Pausenhof befindet sich dem Haupthaus gegenüber ein weiterer flacher Backsteinbau.

## Schulbetrieb
Der Unterricht in den ersten zwei Schuljahren findet im Gebäude in der Kurstraße, von der dritten bis zur sechsten Klasse, in Brandenburg geht die Grundschule sechs Jahre, in der Großen Münzenstraße statt. In der Kurstraße ist weiterhin im zweiten Obergeschoss ein Hort untergebracht. Englisch wird in den ersten zwei Schuljahren als Begegnungssprache im Unterricht vermittelt, ehe es ab der 3. Klasse reguläres Schulfach ist. An der Schule gibt es mehrere Projekte die im Rahmen von Projekttagen gepflegt werden. Die Curie-Schule besitzt einen Schulchor, der als Arbeitsgemeinschaft gepflegt wird. Weitere Arbeitsgemeinschaften sind Schach, Volleyball, Akrobatik, Rugby, Rudern, Fußball, Handball, Jiu Jitsu, Puppentheater, Zauberei, Theater AG „Konfetti“, Gesunde Ernährung, Modellbau und das „Eulennest“-Trainingslager Lesen und kreatives Gestalten.